# Clement Cazalet
Clement Haughton Langston Cazalet (St James's, Regne Unit de la Gran Bretanya i Irlanda, 16 de juliol de 1869 − Harrow, Londres, Anglaterra, 23 de març de 1950) fou un tennista britànic.
El seu major èxit esportiu fou una medalla olímpica de bronze als Jocs Olímpics d'estiu de Londres 1908 en categoria de dobles dobles fent parella amb el seu compatriota Charles Dixon. En semifinals van perdre contra la parella també britànica formada per George Hillyard i Reginald Doherty, i automàticament van guanyar la medalla de bronze, ja que en aquella època no es disputava la final de consolació. A banda dels Jocs Olímpics també va disputar en diverses ocasions el Torneig de Wimbledon, en categoria individual va arribar a quarts de final en dues ocasions mentre que en dobles masculins va disputar tres vegades la final del torneig preliminar que donava opció a disputar la final (Challenge Round) amb la parella defensora del títol.

## Jocs Olímpics

### Dobles
| Any  | Campionat                          | Parella       |
| ---- | ---------------------------------- | ------------- |
| 1908 | Jocs Olímpics, Londres, Regne Unit | Charles Dixon |